# Slægtens Forbandelse
Slægtens Forbandelse er en amerikansk stumfilm fra 1918 af Victor Schertzinger.

## Medvirkende
- Charles Ray som Billy Bates
- Sylvia Breamer som Poppy Drayton
- Andrew Arbuckle som Dr. Griggs
- William Elmer som Spider Doyle
- Otto Hoffman som Billys tjener